# Helmut Schweizer
Helmut Schweizer (* 1946 in Stuttgart) ist ein deutscher Künstler.

## Leben und Werk
Helmut Schweizer studierte von 1967 bis 1973 Malerei an der Staatlichen Akademie der Bildenden Künste in Karlsruhe bei Peter Herkenrath, Raimer Jochims, Horst Antes und Fritz Klemm; darüber hinaus Kunstgeschichte und Philosophie an der Universität Karlsruhe.
Als Konzept- und Aktionskünstler erlangt Helmut Schweizer seit den 1970er Jahren mit seinen installativen Arbeiten kontinuierliche Anerkennung. 1975 wurde ihm ein Stipendium in der Deutschen Akademie Villa Massimo zuerkannt. Er nahm an der von Jan Hoet kuratierten documenta IX teil, ist in internationalen Sammlungen vertreten und nahm an vielen Ausstellungen in Museen teil. In Düsseldorf waren seine Werke zuletzt im Jahr 2008 im Museum Kunstpalast zu sehen. Im Jahr 2010 zeigte die Städtische Galerie Wolfsburg eine umfangreiche Retrospektive. Helmut Schweizer war von 2004 bis 2012 Zweiter Vorstandsvorsitzender des Deutschen Künstlerbundes.

## Einzelausstellungen (Auswahl)
- 2020: Hiroshima_Endlager [1945-2020]. Künstlerloge Ratingen[4]
- 2018: VENEZIANISCHE ELEGIEN [Die Geburt der Tragödie · Atome in der Familie · Partikelgestöber · Endlager]. Galerie Rupert Pfab, Düsseldorf[5]
- 2016: ARMAGEDON · Lab-ORATORIUM eine italienische Melacholie. Museum Kunstpalast, Düsseldorf[6]
- 2015: Melancholie. 12/26 - 3/11. Une sale marie & Le pacifique radio - actif. A qui de droit, Kunstverein Ruhr Essen
- 2010: Laboratorium 1969 – 2010, Städtische Galerie Wolfsburg
- 2009: Rausch & Divan, Galerie Rupert Pfab, Düsseldorf
- 2006:	46NULL06 Prologue, Galerie Rupert Pfab, Düsseldorf
- 2003:	BabylonPalaver, Galerie Kraushaar, Düsseldorf
- 2000:	Gesichter 1970 – 2000, Galerie March, Stuttgart
- 1999:	Wismut Haut & Knochen, Kunstsammlungen, Gera
- 1998:	Thüringer Thrilogie Teil II, Kunstverein Erfurt
- 1997:	Nordhausen. Geschenke & Lorbeeren, Galerie Kraushaar, Düsseldorf
- 1995:	Rendez-vous chez Descartes, Espace des Arts. Colomiers
- 1995:	Et in Germania Ego, Galerie Kraushaar, Düsseldorf
- 1995:	Uranus met Germania, Goethes Wohnhaus, Weimar
- 1992:	Tischgesellschaft für Otto Hahn, Galerie Walser, München
- 1992:	Siebdrucke / Digitaldrucke, Städtische Galerie, Neuhausen
- 1990:	Pantheon, Galerie Spieker, Viersen
- 1990:	Französische Landschaften, Galerie Walser, München
- 1990:	Foto-Arbeiten, Heidelberger Kunstverein
- 1989:	Fotoarbeiten, Syndikat, Bonn
- 1989:	Landschaften, Galerie Ermer, Berlin
- 1989:	Französische Landschaften, Kunstverein für die Rheinlande und Westfalen, Düsseldorf
- 1988:	4606, Galerie Kohnen, Düsseldorf
- 1987:	1986, Galerie Kohnen, Düsseldorf
- 1987:	Helmut Schweizer – Bernd Minnich, Kunstfonds, Bonn
- 1986:	Wasser, Galerie Walser, München
- 1986:	Westwand, Galerie Kohnen, Düsseldorf
- 1985:	Wälder, Galerie Magers, Bonn
- 1984:	Roma, Galerie Kohnen, Düsseldorf
- 1978:	Köln-Dakar, Kunstverein, Köln
- 1978:	New York, Amerika-Haus, Köln
- 1978:	Paris, Französisches Kulturinstitut, Köln
- 1978:	Roma, Italienisches Kulturinstitut, Köln
- 1978:	Helmut Schweizer, Galerie Magers, Bonn
- 1978:	Helmut Schweizer, Staatliche Kunsthalle Baden-Baden
- 1978:	Helmut Schweizer, Kunsthalle zu Kiel
- 1977:	Helmut Schweizer, Griffelkunst, Hamburg
- 1976:	Helmut Schweizer, Galerie Schneider, Karlsruhe und Freiburg
- 1976:	Helmut Schweizer, Galerie Bocci, Mailand
- 1975:	Helmut Schweizer, Studio Canaviello, Rom
- 1975:	Helmut Schweizer, Kunstverein Konstanz
- 1975: Helmut Schweizer, New Reform, Aalst (Belgien)
- 1974:	Handlungen, Kunsthalle zu Kiel
- 1974:	Fotografien, Galeri Beck, Erlangen
- 1974:	Fotos, Filme, Dias, Objekte, Badischer Kunstverein, Karlsruhe
- 1973:	Fotografien und Filme, Galerie Meyer, Karlsruhe
- 1973:	Handlungen, Atelier NW 8, Frankenthal
- 1972:	Diapositive, Fotografien, Galerie im Zimmertheater, Tübingen
- 1971:	Pflanzenstücke, Galerie 2-Haderek, Stuttgart
- 1970: Puyk Aktionen, Neue Galerie Sammlung Ludwig, Aachen
- 1970:	Puyk Raum, Badischer Kunstverein, Karlsruhe
- 1970:	Puyk Objekte, Galerie Ernst, Hannover
- 1969:	Puyk Aktionen, Kunstverein Hannover